# Bataille de L'Écluse (1340)
Pour les articles homonymes, voir Bataille de L'Écluse.
Guerre de Cent Ans
Batailles
La bataille de l'Écluse est un combat naval qui a opposé la couronne de France à celle d'Angleterre le 24 juin 1340. Elle s'est déroulée dans la rade de L'Écluse (en néerlandais Sluis), dans l'actuelle province de Zélande aux Pays-Bas, à proximité de l'estuaire du Zwin, un bras de mer qui menait alors à Bruges. La bataille fut l'un des premiers combats de la guerre de Cent Ans.
Les connaissances historiques sur cette bataille sont très lacunaires et très majoritairement de sources anglaises. Or les Anglais ont naturellement cherché à embellir leur victoire et à minimiser leurs pertes. Ainsi, alors que la bataille dure une journée entière, les pertes anglaises sont ignorées ; il est probable qu'elles aient été proches de celles des Français. Par exemple, deux ans plus tôt, en 1338, à la bataille d'Arnemuiden, victoire navale française sur les Anglais, les Anglais auraient perdu 1000 hommes, et les Français, vainqueurs, en auraient perdu 900. La différence de morts entre vainqueur et vaincu à l'époque était faible.

## Contexte

### Début de la guerre de Cent Ans

1re phase de la guerre de Cent Ans.

Depuis la conquête normande de 1066, les monarques anglais détiennent des titres et des terres en France, et sont donc vassaux des rois capétiens puis de la maison de Valois à partir de 1328. Ces derniers cherchent systématiquement à contrôler la croissance de la puissance anglaise, en reprenant les fiefs dès que l'occasion se présente. En 1337, le roi d'Angleterre Édouard III ne détient plus sur le continent que la Guyenne et le comté de Ponthieu. En 1340, c'est Philippe VI de Valois qui règne et projette d'envahir l'Angleterre, rêvant d'imiter Guillaume le Conquérant.

## Forces en présence

### Flottes
Édouard III a rassemblé tous les gros navires d'Angleterre et des Cinq-Ports, ce qui représente 190 bâtiments montés par 35 000 hommes d'armes et marins, dont 12 000 archers armés du fameux arc long. Les Flamands se joignent avec 50 autres navires de toutes tailles, montés par 8 000 hommes.

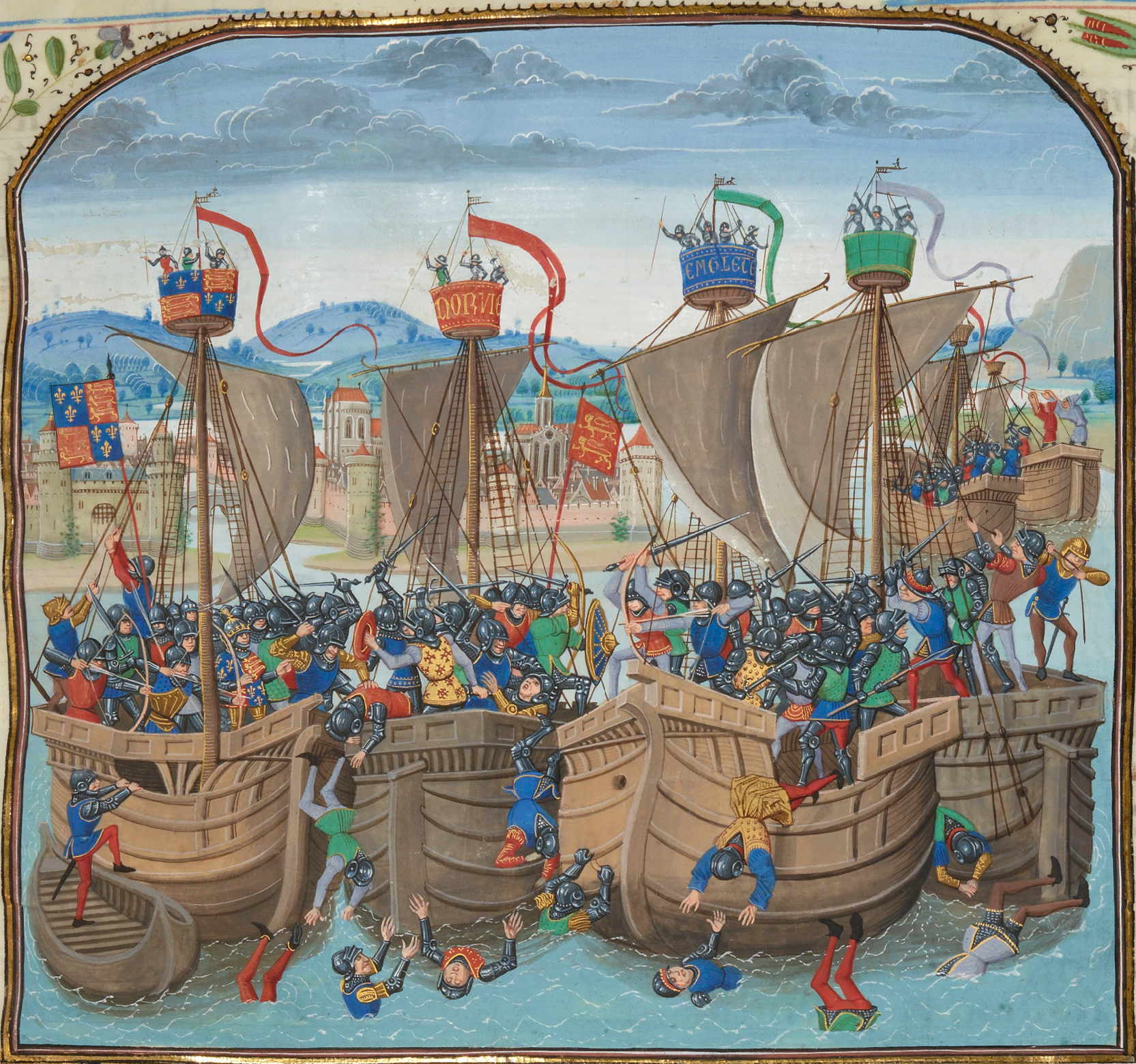
Miniature tirée des Chroniques du XVe siècle de Jean Froissart.

La flotte française est quant à elle un mélange hétéroclite de navires de commerce et de pêche. Quatre-vingts de ces navires sont connus par un compte du Clos aux galées, le chantier naval de Rouen, qui permet de savoir qu'il y avait 50 nefs, 14 barges, 3 galées et une cogue. La flotte comptait au total 212 bâtiments, dont une quarantaine de galères méditerranéennes[réf. nécessaire].
Les nefs sont des navires de haute mer, originaires de la Manche ou de la Baltique, dont les dimensions exactes ne sont pas connues. Elles ont entre un et trois mâts avec un gaillard d'avant et d'arrière. Le grand mât est gréé avec une voile carrée, à laquelle on ajoute parfois une bonnette. Elles naviguent uniquement à la voile et ne sont pas capables de remonter dans le vent. 
Les galées (ou galères) sont plus longues, plus étroites et plus basses sur l'eau. Elles peuvent compter jusqu'à 28 bancs de trois rameurs sur chaque bord, ce qui leur permet de remonter facilement dans le vent. Cette grande agilité en fait le navire de guerre par excellence jusqu'au XVIIe siècle. Elles sont toutefois fragiles et peu faites pour les mers du nord.
Les barges sont des navires de charge sans gaillard d'avant à un ou deux mâts. Elles sont de même tonnage que les nefs, mais plus basses, et également propulsées à l'aviron. Enfin, la cogue est un navire « rond » méditerranéen.

### Commandement
Alors que la flotte anglaise est directement commandée par le roi Édouard III, la flotte française est dirigée par deux amiraux improvisés : Hugues Quiéret, ancien sénéchal de Beaucaire, et Nicolas Béhuchet, ancien percepteur d'impôts. Ils sont assistés en sous-ordre par le vice-amiral Nicolas Hélie et le capitaine Matthieu Quiefdeville de Dieppe. Quant aux galères génoises, elles sont commandées par le capitaine Gilles Boccanegra, dit Barbanera (« Barbe Noire »).

## Préparation
Dès le mois de mai 1340, toute une flottille de bateaux, composée de trente et une nef et 2 540 hommes, appareille des différents ports du Cotentin et va rejoindre en baie de Seine la « Grande Armée de la Mer » levée pour l'occasion, soit deux cent nefs, dont plus des trois quarts proviennent de Normandie.
Avant de cingler vers l'Angleterre, la flotte stationne dans la baie de L'Écluse, entre la Flandre et la Zélande. Proche des côtes anglaises, l'escadre est vite repérée et le 23 juin, le roi d'Angleterre décide de prendre l'initiative, espérant prendre sa revanche, là où deux ans plus tôt, sur cette même côte, ses navires avaient subi une défaite lors de la bataille d'Arnemuiden.

## Bataille

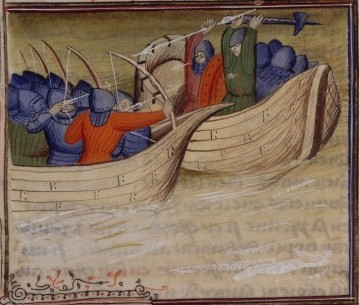
Miniature de la bataille.

Le matin du 24 juin, les 250 navires anglais avec 15 000 hommes plus les équipages apparaissent. À trois heures de l'après-midi, avec la marée et le vent portant, l'armada anglaise attaque la flotte française ancrée dans une sorte de cul-de-sac. Du côté français, les arbalétriers ont l'initiative mais rapidement ils sont dominés par la vitesse de tir des archers gallois. Après l'abordage, les combats furieux se font sur les ponts. Quiéret et Béhuchet parviennent à investir le bateau d'Édouard, La Thomas, et à blesser ce dernier à la cuisse. Mais les chefs français sont faits prisonniers. Immédiatement Quiéret est décapité et Béhuchet pendu.
Dans l'après-midi, grâce au vent qui a changé de direction, la flotte flamande peut quitter la rive et vient se mêler au combat. La panique s’empare des Français : n’ayant pas d’autre échappatoire que de sauter à l’eau, ils périssent noyés par milliers.
Seule la moitié des Génois, dont Boccanegra, parvient à s'échapper.
Si on s'en tient au chroniqueur anglais Thomas Walsingham (c.1360-1422), bénédictin de l'abbaye de Saint-Alban, né une vingtaine d'années après cet événement, les Français auraient perdu près de 30 000 hommes au cours de la bataille, ce qui semble vraiment excessif.

### Navires perdus
Sur les quelque deux cent navires français seule une trentaine parvinrent à s'échapper. Côté français de nombreuses nefs furent coulées. On connaît, pour le Cotentin, le contingent fourni par la Hougue qui avait été de 920 hommes embarqués sur dix nefs dont  : les Saint-Jehan, le Saint-Jame, les Nostre-Dame, le Saint-Esperit, la Jehannète, la Pélerine, la Mignolète, la Sainte-Marie, pour Barfleur, le contingent avait été de 700 hommes répartis sur neuf navires : la Riche, le Saint-Eustache, la Fleurie, le Saint-Pierre, le Saint-Nicolas, le Nostre-Dame, le Saint-Sauveur, le Guaingne-Pain, la Pélerinne.

## Conséquences
Cette débâcle maritime se traduira six ans plus tard par le débarquement du roi d'Angleterre Édouard III sur le sol français. Jusqu'au redressement naval français à partir de 1377, sous la conduite de Jean de Vienne, l'Angleterre est maîtresse quasi incontestée des océans, en ce début de guerre de Cent Ans. Cette dernière pourra naviguer entre les îles britanniques et le continent sans réelle contrainte permettant les victoires de Crécy en 1346 et Poitiers en 1356[réf. nécessaire].

## Commémoration
En 1344, fut frappé un noble d'or à l'effigie d'Édouard III, « Roi de la mer », pour célébrer la victoire de l'Écluse. Elle montre le roi trônant dans un navire de guerre, couronné et tenant d'une main une épée et de l'autre un bouclier écartelé aux armes d'Angleterre et de France.